# 上海市东方曹杨外国语高级中学
上海市东方曹杨外国语高级中学簡稱東方曹楊，是中華人民共和國上海市普陀區歷史上的一所中外合作举办的民辦寄宿制高级中学。参与合作办学的单位有浙江省教科文发展有限公司、上海市曹杨中学和澳大利亚本迪戈中学，而且該學校得到中国人民解放军国际关系学院的支持。上海市东方曹杨外国语高级中学的两位主要创始人是中国人民解放军国际关系学院前院长和前训练部部长。
东方曹杨副董事长和校长一度由上海市曹杨中学校长和副校长分别出任。东方曹杨学校实行董事长领导下的校长决策制、负责制。投资方建德房产公司負責学校的财务、后勤、总务和办公室。教师大部分由上海市曹杨中学提供。东方曹杨每年要交给上海市曹杨中学90万元管理费。

## 歷史
东方曹杨自1998年3月起開始筹建。1999年5月25日，上海市教委批复同意建校。1999年9月1日開學。2017年，东方曹杨停辦。